# Saare, Pärnumaa
Saare är en ort i Estland.   Den ligger i kommunen Varbla vald och landskapet Pärnumaa, i den sydvästra delen av landet, 130 km söder om huvudstaden Tallinn. Antalet invånare är 134.
Terrängen runt Saare är platt. Havet är nära Saare åt sydväst. Runt Saare är det mycket glesbefolkat, med 3 invånare per kvadratkilometer. Närmaste större samhälle är Tõstamaa, 10,2 km öster om Saare. I omgivningarna runt Saare växer i huvudsak blandskog.
Inlandsklimat råder i trakten. Årsmedeltemperaturen i trakten är 5 °C. Den varmaste månaden är augusti, då medeltemperaturen är 16 °C, och den kallaste är januari, med −6 °C.